# Citizen Fish
Citizen Fish ist eine 1990 im britischen Bath gegründete Ska-Punk-Band. Der Name spielt auf das widersprüchliche Gleichgewicht des menschlichen Charakters an (den Citizen (Bürger), der durch Arbeit, Termine, Regeln und Gesetze eingeengt wird und dem freien, natürlichen, über den Dingen stehenden Fish)

## Bandgeschichte
Die Band kommt aus dem Raum Bath und wurde von Dick Lucas (Gesang/Texte), Jasper (Bass), Jeremy „Trotsky“ Trollope (Schlagzeug) und Larry (Gitarre) gegründet. Lucas und Trollope hatten zuvor gemeinsam bei der Anarcho-Punk-Band Subhumans gespielt. Nach dem ersten Citizen-Fish-Album Free Souls in a Trapped Environment verließ Larry die Band und wurde durch Phil ersetzt, der ebenfalls früher bei den Subhumans gespielt hatte.
Nach einer fünfjährigen Pause wurde Schlagzeuger Trollope im Juli 2006 durch Silas ersetzt. Die Band kehrte im August 2006 zurück ins Studio, um gemeinsam mit Leftover Crack ein Split-Album aufzunehmen.

## Stil
AllMusic bezeichnete die Band als „rekonstituierte Version der Subhumans“, die aber eher zum Ska-Punk als zum Punk-Rock tendiere. Das Ox-Fanzine befand, die Band biete „mitreißende“ Riffs, gebrüllte Texte und gelegentliche Gitarrensoli, die durch „Ska-Tupfer“ aufgelockert würden.
Die Band ist für ihre Texte bekannt, die oft starke soziale oder politische Aussagen machen. Themen sind Vegetarismus (alle in der Band sind Vegetarier), Anti-Konsumismus und das Infragestellen des Status quo. Sie unterstützen das DIY und organisieren ihre Konzerte sowie das Design und den Vertrieb ihrer Platten selber.

## Diskografie

### 7" EPs
- Disposable Dream/Flesh & Blood (Lookout! Records & Bluurg Records, 1992)
- TV Dinner/Conspiracy (Bluurg Records, 1993)
- Habit (Blurg Records, 1999)
- Leftover Crack-Citizen Fish Split-EP (Fat Wreck Chords, 2006)

### 12" LPs
- Free Souls in a Trapped Environment (Bluurg Records, 1990)
- Wider Than a Postcard (Bluurg Records, 1991)
- Live Fish (Bluurg Recors, 1992)
- Flinch (Bluurg Records, 1993)
- Millennia Madness (Bluurg Records, 1995)
- Thirst (Lookout! Records, 1996)
- Psychological Background Report (Bluurg, 1997)
- Active Ingredients (Lookout! Records, 1998)
- Life Size (Lookout! Records, 2001)
- Deadline (Split-Album) mit Leftover Crack (Fat Wreck Chords, 2007)
- Goods (Alternative Tentacles, 2011)